# Мліївська сільська рада
Млі́ївська сільська́ ра́да — адміністративно-територіальна одиниця та орган місцевого самоврядування в Городищенському районі Черкаської області. Адміністративний центр — село Мліїв.

## Загальні відомості
- Населення ради: 4 330 осіб (станом на 2001 рік)

## Населені пункти
Сільській раді підпорядковані населені пункти:
- с. Мліїв

## Склад ради
Рада складається з 20 депутатів та голови.
- Голова ради: Вакуленко Ольга Дмитрівна

### Керівний склад попередніх скликань
| Прізвище, ім'я, по батькові | Основні відомості                                                               | Дата обрання | Дата звільнення |
| --------------------------- | ------------------------------------------------------------------------------- | ------------ | --------------- |
| Черниш Валерій Миколайович  | Сільський голова, 1952 року народження, освіта середня спеціальна, безпартійний | 26.03.2006   | 31.10.2010      |
| Черниш Валерій Миколайович  | Сільський голова, 1952 року народження, освіта середня спеціальна, безпартійний | 31.10.2010   | 16.01.2012      |
| Вакуленко Ольга Дмитрівна   | Сільський голова, 1962 року народження, освіта вища, позапартійна               | 27.05.2012   |                 |

Примітка: таблиця складена за даними сайту Верховної Ради України

### Депутати
За результатами місцевих виборів 2010 року депутатами ради стали:

#### За суб'єктами висування
| Суб'єкт висування | Кількість обраних депутатів | %  |
| ----------------- | --------------------------- | -- |
| Партія регіонів   | 11                          | 55 |
| Самовисування     | 9                           | 45 |

#### За округами
| № округу        | Прізвище, ім'я, по батькові     | Дата визнання обраним | Освіта  | Партійна приналежність             | Відомості про обраного депутата                    |
| --------------- | ------------------------------- | --------------------- | ------- | ---------------------------------- | -------------------------------------------------- |
| Партія регіонів |                                 |                       |         |                                    |                                                    |
| 3               | Вакуленко Ольга Дмитрівна       | 08.11.2010            | вища    | позапартійна                       | Мліївська сільська рада, секретар                  |
| 4               | Удоденко Людмила Іванівна       | 08.11.2010            | середня | позапартійна                       | Мліївська сільська рада, бухгалтер                 |
| 6               | Середа Михайло Іванович         | 08.11.2010            | середня | позапартійний                      | пенсіонер                                          |
| 7               | Філіпенко Людмила Іванівна      | 08.11.2010            | вища    | позапартійна                       | приватний підприємець                              |
| 8               | Сукач Сергій Борисович          | 08.11.2010            | середня | позапартійний                      | Інститут помології, тренер по спорту               |
| 9               | Сивак Петро Сименович           | 08.11.2010            | вища    | позапартійний                      | Інститут помології, заступник директора            |
| 11              | Гайдай Тетяна Петрівна          | 08.11.2010            | вища    | позапартійна                       | Мліївська загальноосвітня школа І-ІІІ ст., вчитель |
| 13              | Буркут Валентина Михайлівна     | 08.11.2010            | вища    | позапартійна                       | Мліївська загальноосвітня школа І-ІІІ ст., вчитель |
| 14              | Гладкий Іван Михайлович         | 08.11.2010            | вища    | позапартійний                      | Мліївська сільська рада, касир                     |
| 17              | Кошеленко Надія Михайлівна      | 08.11.2010            | середня | позапартійна                       | Мліївська дільнична лікарня, старша медсестра      |
| 18              | Шкляр Валентина Володимирівна   | 08.11.2010            | вища    | позапартійна                       | Мліївська сільська рада, землевпорядник            |
| Самовисування   |                                 |                       |         |                                    |                                                    |
| 1               | Статник Сергій Миколайович      | 08.11.2010            | вища    | позапартійний                      | Мліївський ЗТО, робочий                            |
| 2               | Негер Михайло Данилович         | 08.11.2010            | середня | позапартійний                      | Мліївська церква, священослужитель                 |
| 5               | Гудзь Анатолій Іванович         | 08.11.2010            | середня | позапартійний                      | Інститут помології, головний інженер               |
| 10              | Русін Олександр Олександрович   | 08.11.2010            | вища    | позапартійний                      | Інститут помології, молодший науковий співробітник |
| 12              | Крикун Наталія Василівна        | 08.11.2010            | середня | позапартійна                       | Інститут помології, технік                         |
| 15              | Гаврилюк Віталіна Вікторівна    | 08.11.2010            | вища    | член Соціалістичної партії України | Городищенська міська рада, юрист                   |
| 16              | Подупейко Олександр Миколайович | 08.11.2010            | середня | позапартійний                      | СКВ «Агро», механік                                |
| 19              | Ковела Катерина Василівна       | 08.11.2010            | середня | позапартійна                       | КСВ «Агро», директор                               |
| 20              | Гребенюк Наталія Володимирівна  | 08.11.2010            | середня | позапартійна                       | ПП ВФ «Міком», обліковець                          |